# Николай Радев
Николай Радев e български католически свещеник, възкресенец.

## Биография
Николай Радев е роден през 1913 г. в Пловдив. Първоначално учи 4 години в семинария на Възкресенците в Стара Загора. От 12 август 1937 г е в Краков като послушник и полага обетите си на 16 ноември 1938 г. Учи философия в университета „Ян Казимеж“ в Лвов през 1938 – 1939 г. След това е изпратен в Рим в Григорианския университет. Ръкоположен е за свещеник по източен обред в Рутенския колеж на 24 декември 1944 г. След ръкополагането си той продължава обучението си в Григорианския университет, където получава бакалавърска степен по теология.
Завръща се в България през 1947 г. и работи като енорийски свещеник, предстоятел и ректор на семинарията в Стара Загора. През годините 1951 – 1953 г. той работи като енорист в Ореш. От 1953 до 1957 г. е в униатската църква в Пловдив и секретар на източната епархия, ръководи хора към храма. През 1957 – 1961 г. служи в Генерал Николаево, Парчевич и Секирово, където преподава на двама семинаристи (Богдан Бакалски от Дуванли и Йозо Пищийски от Генерал Николаево) в подготовка за ръкополагане и превежда богослужебни книги на български език (около 10 тома ръкописи).
От 1961 г. е енорийски свещеник в Парчевич. Превел е Свещеното писание на Новия завет и постановленията на Втория Ватикански събор. Заедно с отец Васко Сейреков и отец Петър Изамски през 1970-те тайно подготвят бъдещия епископ Георги Йовчев за свещеник. От септември до ноември 1988 г. в Рим превежда Сборника с лутургичните месите по латинския ритуал на български.
За кратко служи в Калояново, Пловдивско. По-късно поради влошено здраве се прибира да живее в Пловдив, където умира на 14 март 1992 г.